# Herbert Ribbing
Bo Herbert B:son (Bosson) Ribbing, född 8 juli 1897 i Eksjö, död 30 december 1985 i Hassle församling, Mariestads kommun, Västergötland, ur släkten Ribbing var en svensk diplomat.

## Biografi
Ribbing avlade studentexamen i Växjö 1915 och diplomerades från Handelshögskolan i Stockholm 1918. Ribbing tog en fil kand 1919 och jur kand i Uppsala 1922. Han blev attaché vid Utrikesdepartementet (UD) 1922 och tjänstgjorde därefter i Paris 1923, vid UD 1924 och London 1925. Ribbing blev förste legationssekreterare där 1928 (andre 1926). Han tjänstgjorde i Riga, Reval och Kowno 1929 samt Helsingfors 1929. Ribbing var chef för 2:a byrån vid handelsavdelningen på UD 1936 (tillförordnad 1934), legationsråd i Paris 1938 och Washington, D.C. 1941. Han var envoyé i Mexiko, Costa Rica, Guatemala, Honduras, Nicaragua, Panama och El Salvador 1944 (tillförordnad 1943), Buenos Aires, Asunción och Montevideo 1949, ambassadör där 1957 och i Madrid 1958-1963.
På uppdrag av FN hade Ribbing medlaruppdrag i en konflikt mellan Saudiarabien och Oman 1960, varefter han 1963 fick undersöka suveränitetsförhållandena i sultanaten Muskat och Oman. 1966-1968 medlade Ribbing på uppdrag av FN i en gränstvist mellan Thailand och Kambodja.

Herbert Ribbing var son till överstelöjtnant Bo Ribbing och Anna Silverstolpe och bror till pianisten Stig Ribbing. Han gifte sig 1930 med grevinnan Adrienne von Rosen (född 1908), dotter till kammarherre, greve Carl Louis von Rosen och friherrinnan Adrienne de Geer. Han var far till Catharina (född 1931), Marina (född 1934), Bo Lindorm (född 1938) och Birgitta (född 1943).

## Utmärkelser
Ribbings utmärkelser:
- Kommendör med stora korset av (KmstkNO)
- Storkorset av Argentinska förtjänstorden Al Merito (StkArgAM)
- Storkorset av 1. klass av Mexikanska Örnorden (StkMexÖO1kl)
- Storkorset av Spanska Isabel la catolicas orden (StkSpICO)
- Storofficer av Jugoslaviska Sankt Savaorden (StOffJugS:tSO)
- Kommendör av Belgiska Leopold II:s orden (KBLeopII:sO)
- Kommendör av Finlands Vita Ros’ orden (KFinlVRO)
- Officer av Franska Hederslegionen (OffFrHL)
- Officer av Franska Svarta stjärnorden (OffFrSvSO)
- Officer av Lettiska Tre stjärnors orden (OffLettSO)